# Slovenská technická univerzita v Bratislavě
Slovenská technická univerzita v Bratislavě (slovensky Slovenská technická univerzita v Bratislave), do 1. dubna 1991 Slovenská vysoká škola technická v Bratislavě, je technická vysoká škola na Slovensku, sídlící v Bratislavě. Současný název je dán zákonem Slovenské národní rady číslo 93/1991 Zb. z 13. února 1991 o změně názvu Slovenské vysoké školy technické v Bratislavě. Ve Webometrics Ranking of Science se univerzita umístila na 468. místě z 500 univerzit světa, což je nejlepší výsledek mezi slovenskými vysokými školami.

## Fakulty
Slovenská technická univerzita má 7 fakult:
1. Stavební fakulta STU
2. Strojní fakulta STU
3. Fakulta elektrotechniky a informatiky STU
4. Fakulta chemické a potravinářské technologie STU
5. Fakulta architektury STU
6. Materiálovětechnologická fakulta STU se sídlem v Trnavě[1]
7. Fakulta informatiky a informačních technologií STU

## Zajímavosti
Slovenská technická univerzita v Bratislavě užívá pro řízení svého studijního informačního systému Akademický informační systém, při jehož zavádění je jí partnerem česká Mendelova zemědělská a lesnická univerzita v Brně.